# 瑟爾斯山谷 (加利福尼亞州)
瑟爾斯山谷（英語：Searles Valley）是位於美國加利福尼亞州聖貝納迪諾縣的一個人口普查指定地區。

## 地理
瑟爾斯山谷的座標為35°45′55″N 117°22′53″W / 35.76528°N 117.38139°W，而該地最高點為海拔高度504米（即1654英尺）。

## 人口
根據2010年美國人口普查的數據，瑟爾斯山谷的面積為27.180平方千米，當中陸地面積為27.180平方千米，而水域面積為0.000平方千米。當地共有人口1739人，而人口密度為每平方千米63人。